# 서울면동초등학교
서울면동초등학교는 대한민국 서울특별시 중랑구 면목로57길 32 (면목동)에 있는 초등학교다.

## 학교 연혁
- 1978년 9월 1일: 개교
- 2028년 9월 1일: 개교 50주년

## 참고 자료
- 서울면동초등학교 - 한국교육학술정보원 학교알리미